# Hippeastrum mandonii
Hippeastrum mandonii är en amaryllisväxtart som beskrevs av John Gilbert Baker. Hippeastrum mandonii ingår i släktet amaryllisar, och familjen amaryllisväxter.
Artens utbredningsområde är Bolivia. Inga underarter finns listade i Catalogue of Life.